# Gerhard Vigener

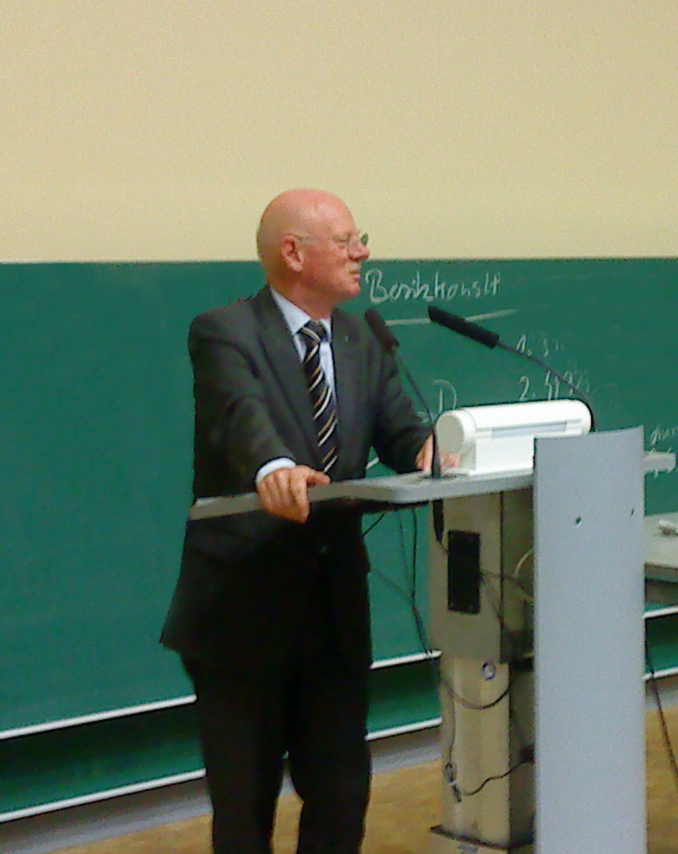
Gerhard Vigener (2010)

Gerhard Vigener (* 27. Oktober 1946 in Attendorn) ist ein deutscher Rechtswissenschaftler und Politiker (CDU). Er war vom 14. Mai 2008 bis zum 10. November 2009 Minister für Justiz, Arbeit, Gesundheit und Soziales des Saarlandes.
Nach seinem Abitur am Rivius-Gymnasium im Jahr 1966 und dem Wehrdienst studierte Vigener Rechtswissenschaften an der Universität Tübingen und absolvierte sein Rechtsreferendariat in Stuttgart. Im Jahr 1978 promovierte er mit einer Schrift über „Die Kommanditgesellschaft vor Eintragung: Überlegungen zur Rechtsnatur und zu den Haftungsgrundsätzen“.
In den Jahren 1975/76 war er als Rechtsanwalt in Böblingen tätig, danach bis 1977 als Landesbeamter beim Landratsamt Calw. 1978 und 1981 arbeitete er kurzzeitig für das baden-württembergische Sozialministerium, von 1978 bis 1980 war er sozialpolitischer Referent in der Landesvertretung Baden-Württembergs in Bonn. In den nachfolgenden Jahren leitete er in Baden-Württemberg das Landesjugendamt (1981–1985) sowie das Landessozialamt (1986–2001). Von 2001 bis 2004 war er Verbandsdirektor des Landeswohlfahrtsverbandes Baden. An der SRH Hochschule Heidelberg lehrt er seit Mai 2005 als Professor für Sozial- und Verwaltungsrecht.
Seit 1970 ist Vigener Mitglied der CDU. In den Jahren 1990 bis 2003 gehörte er dem Bundesfachausschuss Soziales der CDU an. Am 14. Mai 2008 wurde er als Nachfolger des saarländischen Ministers für Justiz, Arbeit, Gesundheit und Soziales Josef Hecken vereidigt und war bis zum 10. November 2009 Minister.
Vigener ist römisch-katholisch. Er ist verheiratet und hat zwei erwachsene Söhne. Derzeit ist er in Neustadt an der Weinstraße im Ortsteil Duttweiler wohnhaft. Gerhard Vigener ist Alter Herr der Katholischen Studentenverbindung Rechberg im KV zu Tübingen.